# Babrowiczy (rejon mohylewski)
Babrowiczy (biał. Бабровічы; ros. Бобровичи) – wieś na Białorusi, w obwodzie mohylewskim, w rejonie mohylewskim, w sielsowiecie Kniażyce, nad Łachwicą.